# 곤살로 피사로
곤살로 피사로(Gonzalo Pizarro, 1510년 ~ 1548년 4월 10일)는 스페인의 콩키스타도르이다. 스페인 트루히요에서 태어나 1530년 페루 정복을 위한 3번째 여정에서 그의 맏형 프란치스코 피자로를 대동했다.
1548년 4월 10일, 페루 부왕령 쿠스코에서 37~38세의 나이로 사망했다.